# Bulbophyllum propinquum
Bulbophyllum propinquum là một loài phong lan thuộc chi Bulbophyllum.